# Chen Dong (calciatore 1978)
Chen Dong (陈东S, Chén DōngP; 3 maggio 1978) è un ex calciatore cinese, di ruolo portiere.

## Palmarès

### Club

#### Competizioni nazionali
- Campionato cinese: 5

Dalian Shide: 1998, 2000, 2001, 2002, 2005
- Coppa della Cina: 2

Dalian Shide: 2001, 2005
- Supercoppa di Cina: 2

Dalian Shide: 2000, 2002